# Ozero Svjatoje (sjö i Belarus, Mahiljoŭs voblast, lat 54,06, long 30,53)
Ozero Svjatoje (ryska: Озеро Святое) är en sjö i Belarus.   Den ligger i voblasten Mahiljoŭs voblast, i den nordöstra delen av landet, 190 km öster om huvudstaden Minsk. Ozero Svjatoje ligger 166 meter över havet. Arean är 0,14 kvadratkilometer. Den sträcker sig 0,6 kilometer i nord-sydlig riktning, och 0,5 kilometer i öst-västlig riktning.
Trakten runt Ozero Svjatoje består till största delen av jordbruksmark. Runt Ozero Svjatoje är det ganska glesbefolkat, med 26 invånare per kvadratkilometer.